# Susan Williams
Susan Rene Bartholomew-Williams (Long Beach (Califórnia), 17 de junho de 1969) é uma triatleta profissional estadunidense. 
Susan Williams foi bronze nas Olimpíadas de Atenas 2004. Ela é a única medalhista olímpica estadunidense no triatlo.